# Servisch handbalteam (vrouwen)
Het Servische handbalteam is het nationale team van Servië voor vrouwen. Het team vertegenwoordigt de Servische handbalbond, in de eigen taal bekend als Rukometni savez Srbije.

## Resultaten

### Olympische Spelen
| Olympische Spelen | Olympische Spelen                                                  | Olympische Spelen                                                  | Olympische Spelen                                                  | Olympische Spelen                                                  | Olympische Spelen                                                  | Olympische Spelen                                                  | Olympische Spelen                                                  | Olympische Spelen                                                  |
| Jaar (teams)      | Resultaat                                                          | Wed                                                                | W                                                                  | G                                                                  | V                                                                  | DV                                                                 | DT                                                                 | DS                                                                 |
| ----------------- | ------------------------------------------------------------------ | ------------------------------------------------------------------ | ------------------------------------------------------------------ | ------------------------------------------------------------------ | ------------------------------------------------------------------ | ------------------------------------------------------------------ | ------------------------------------------------------------------ | ------------------------------------------------------------------ |
| 1976 (6)          | Onderdeel van Joegoslavië (niet gekwalificeerd)                    | Onderdeel van Joegoslavië (niet gekwalificeerd)                    | Onderdeel van Joegoslavië (niet gekwalificeerd)                    | Onderdeel van Joegoslavië (niet gekwalificeerd)                    | Onderdeel van Joegoslavië (niet gekwalificeerd)                    | Onderdeel van Joegoslavië (niet gekwalificeerd)                    | Onderdeel van Joegoslavië (niet gekwalificeerd)                    | Onderdeel van Joegoslavië (niet gekwalificeerd)                    |
| 1980 (6)          | Onderdeel van Joegoslavië (gekwalificeerd)                         | Onderdeel van Joegoslavië (gekwalificeerd)                         | Onderdeel van Joegoslavië (gekwalificeerd)                         | Onderdeel van Joegoslavië (gekwalificeerd)                         | Onderdeel van Joegoslavië (gekwalificeerd)                         | Onderdeel van Joegoslavië (gekwalificeerd)                         | Onderdeel van Joegoslavië (gekwalificeerd)                         | Onderdeel van Joegoslavië (gekwalificeerd)                         |
| 1984 (6)          | Onderdeel van Joegoslavië (gekwalificeerd)                         | Onderdeel van Joegoslavië (gekwalificeerd)                         | Onderdeel van Joegoslavië (gekwalificeerd)                         | Onderdeel van Joegoslavië (gekwalificeerd)                         | Onderdeel van Joegoslavië (gekwalificeerd)                         | Onderdeel van Joegoslavië (gekwalificeerd)                         | Onderdeel van Joegoslavië (gekwalificeerd)                         | Onderdeel van Joegoslavië (gekwalificeerd)                         |
| 1988 (8)          | Onderdeel van Joegoslavië (gekwalificeerd)                         | Onderdeel van Joegoslavië (gekwalificeerd)                         | Onderdeel van Joegoslavië (gekwalificeerd)                         | Onderdeel van Joegoslavië (gekwalificeerd)                         | Onderdeel van Joegoslavië (gekwalificeerd)                         | Onderdeel van Joegoslavië (gekwalificeerd)                         | Onderdeel van Joegoslavië (gekwalificeerd)                         | Onderdeel van Joegoslavië (gekwalificeerd)                         |
| 1992 (8)          | Onderdeel van Joegoslavië (gekwalificeerd, maar later uitgesloten) | Onderdeel van Joegoslavië (gekwalificeerd, maar later uitgesloten) | Onderdeel van Joegoslavië (gekwalificeerd, maar later uitgesloten) | Onderdeel van Joegoslavië (gekwalificeerd, maar later uitgesloten) | Onderdeel van Joegoslavië (gekwalificeerd, maar later uitgesloten) | Onderdeel van Joegoslavië (gekwalificeerd, maar later uitgesloten) | Onderdeel van Joegoslavië (gekwalificeerd, maar later uitgesloten) | Onderdeel van Joegoslavië (gekwalificeerd, maar later uitgesloten) |
| 1996 (8)          | Onderdeel van Joegoslavië (niet gekwalificeerd)                    | Onderdeel van Joegoslavië (niet gekwalificeerd)                    | Onderdeel van Joegoslavië (niet gekwalificeerd)                    | Onderdeel van Joegoslavië (niet gekwalificeerd)                    | Onderdeel van Joegoslavië (niet gekwalificeerd)                    | Onderdeel van Joegoslavië (niet gekwalificeerd)                    | Onderdeel van Joegoslavië (niet gekwalificeerd)                    | Onderdeel van Joegoslavië (niet gekwalificeerd)                    |
| 2000 (10)         | Onderdeel van Joegoslavië (gekwalificeerd)                         | Onderdeel van Joegoslavië (gekwalificeerd)                         | Onderdeel van Joegoslavië (gekwalificeerd)                         | Onderdeel van Joegoslavië (gekwalificeerd)                         | Onderdeel van Joegoslavië (gekwalificeerd)                         | Onderdeel van Joegoslavië (gekwalificeerd)                         | Onderdeel van Joegoslavië (gekwalificeerd)                         | Onderdeel van Joegoslavië (gekwalificeerd)                         |
| 2004 (10)         | Onderdeel van Servië en Montenegro                                 | Onderdeel van Servië en Montenegro                                 | Onderdeel van Servië en Montenegro                                 | Onderdeel van Servië en Montenegro                                 | Onderdeel van Servië en Montenegro                                 | Onderdeel van Servië en Montenegro                                 | Onderdeel van Servië en Montenegro                                 | Onderdeel van Servië en Montenegro                                 |
| 2008 (12)         | Niet gekwalificeerd                                                | Niet gekwalificeerd                                                | Niet gekwalificeerd                                                | Niet gekwalificeerd                                                | Niet gekwalificeerd                                                | Niet gekwalificeerd                                                | Niet gekwalificeerd                                                | Niet gekwalificeerd                                                |
| 2012 (12)         | Niet gekwalificeerd                                                | Niet gekwalificeerd                                                | Niet gekwalificeerd                                                | Niet gekwalificeerd                                                | Niet gekwalificeerd                                                | Niet gekwalificeerd                                                | Niet gekwalificeerd                                                | Niet gekwalificeerd                                                |
| 2016 (12)         | Niet gekwalificeerd                                                | Niet gekwalificeerd                                                | Niet gekwalificeerd                                                | Niet gekwalificeerd                                                | Niet gekwalificeerd                                                | Niet gekwalificeerd                                                | Niet gekwalificeerd                                                | Niet gekwalificeerd                                                |
| 2020 (12)         | Niet gekwalificeerd                                                | Niet gekwalificeerd                                                | Niet gekwalificeerd                                                | Niet gekwalificeerd                                                | Niet gekwalificeerd                                                | Niet gekwalificeerd                                                | Niet gekwalificeerd                                                | Niet gekwalificeerd                                                |
| Totaal            | 0/4                                                                | 0                                                                  | 0                                                                  | 0                                                                  | 0                                                                  | 0                                                                  | 0                                                                  | 0                                                                  |

 Kampioen   Runner-up   Derde plaats   Vierde plaats

### Wereldkampioenschap
| Wereldkampioenschap | Wereldkampioenschap                                                | Wereldkampioenschap                                                | Wereldkampioenschap                                                | Wereldkampioenschap                                                | Wereldkampioenschap                                                | Wereldkampioenschap                                                | Wereldkampioenschap                                                | Wereldkampioenschap                                                |
| Jaar                | Resultaat                                                          | Wed                                                                | W                                                                  | G                                                                  | V                                                                  | DV                                                                 | DT                                                                 | DS                                                                 |
| ------------------- | ------------------------------------------------------------------ | ------------------------------------------------------------------ | ------------------------------------------------------------------ | ------------------------------------------------------------------ | ------------------------------------------------------------------ | ------------------------------------------------------------------ | ------------------------------------------------------------------ | ------------------------------------------------------------------ |
| 1957                | Onderdeel van Joegoslavië (gekwalificeerd)                         | Onderdeel van Joegoslavië (gekwalificeerd)                         | Onderdeel van Joegoslavië (gekwalificeerd)                         | Onderdeel van Joegoslavië (gekwalificeerd)                         | Onderdeel van Joegoslavië (gekwalificeerd)                         | Onderdeel van Joegoslavië (gekwalificeerd)                         | Onderdeel van Joegoslavië (gekwalificeerd)                         | Onderdeel van Joegoslavië (gekwalificeerd)                         |
| 1962                | Onderdeel van Joegoslavië (gekwalificeerd)                         | Onderdeel van Joegoslavië (gekwalificeerd)                         | Onderdeel van Joegoslavië (gekwalificeerd)                         | Onderdeel van Joegoslavië (gekwalificeerd)                         | Onderdeel van Joegoslavië (gekwalificeerd)                         | Onderdeel van Joegoslavië (gekwalificeerd)                         | Onderdeel van Joegoslavië (gekwalificeerd)                         | Onderdeel van Joegoslavië (gekwalificeerd)                         |
| 1965                | Onderdeel van Joegoslavië (gekwalificeerd)                         | Onderdeel van Joegoslavië (gekwalificeerd)                         | Onderdeel van Joegoslavië (gekwalificeerd)                         | Onderdeel van Joegoslavië (gekwalificeerd)                         | Onderdeel van Joegoslavië (gekwalificeerd)                         | Onderdeel van Joegoslavië (gekwalificeerd)                         | Onderdeel van Joegoslavië (gekwalificeerd)                         | Onderdeel van Joegoslavië (gekwalificeerd)                         |
| 1971                | Onderdeel van Joegoslavië (gekwalificeerd)                         | Onderdeel van Joegoslavië (gekwalificeerd)                         | Onderdeel van Joegoslavië (gekwalificeerd)                         | Onderdeel van Joegoslavië (gekwalificeerd)                         | Onderdeel van Joegoslavië (gekwalificeerd)                         | Onderdeel van Joegoslavië (gekwalificeerd)                         | Onderdeel van Joegoslavië (gekwalificeerd)                         | Onderdeel van Joegoslavië (gekwalificeerd)                         |
| 1973                | Onderdeel van Joegoslavië (gekwalificeerd)                         | Onderdeel van Joegoslavië (gekwalificeerd)                         | Onderdeel van Joegoslavië (gekwalificeerd)                         | Onderdeel van Joegoslavië (gekwalificeerd)                         | Onderdeel van Joegoslavië (gekwalificeerd)                         | Onderdeel van Joegoslavië (gekwalificeerd)                         | Onderdeel van Joegoslavië (gekwalificeerd)                         | Onderdeel van Joegoslavië (gekwalificeerd)                         |
| 1975                | Onderdeel van Joegoslavië (gekwalificeerd)                         | Onderdeel van Joegoslavië (gekwalificeerd)                         | Onderdeel van Joegoslavië (gekwalificeerd)                         | Onderdeel van Joegoslavië (gekwalificeerd)                         | Onderdeel van Joegoslavië (gekwalificeerd)                         | Onderdeel van Joegoslavië (gekwalificeerd)                         | Onderdeel van Joegoslavië (gekwalificeerd)                         | Onderdeel van Joegoslavië (gekwalificeerd)                         |
| 1978                | Onderdeel van Joegoslavië (gekwalificeerd)                         | Onderdeel van Joegoslavië (gekwalificeerd)                         | Onderdeel van Joegoslavië (gekwalificeerd)                         | Onderdeel van Joegoslavië (gekwalificeerd)                         | Onderdeel van Joegoslavië (gekwalificeerd)                         | Onderdeel van Joegoslavië (gekwalificeerd)                         | Onderdeel van Joegoslavië (gekwalificeerd)                         | Onderdeel van Joegoslavië (gekwalificeerd)                         |
| 1982                | Onderdeel van Joegoslavië (gekwalificeerd)                         | Onderdeel van Joegoslavië (gekwalificeerd)                         | Onderdeel van Joegoslavië (gekwalificeerd)                         | Onderdeel van Joegoslavië (gekwalificeerd)                         | Onderdeel van Joegoslavië (gekwalificeerd)                         | Onderdeel van Joegoslavië (gekwalificeerd)                         | Onderdeel van Joegoslavië (gekwalificeerd)                         | Onderdeel van Joegoslavië (gekwalificeerd)                         |
| 1986                | Onderdeel van Joegoslavië (gekwalificeerd)                         | Onderdeel van Joegoslavië (gekwalificeerd)                         | Onderdeel van Joegoslavië (gekwalificeerd)                         | Onderdeel van Joegoslavië (gekwalificeerd)                         | Onderdeel van Joegoslavië (gekwalificeerd)                         | Onderdeel van Joegoslavië (gekwalificeerd)                         | Onderdeel van Joegoslavië (gekwalificeerd)                         | Onderdeel van Joegoslavië (gekwalificeerd)                         |
| 1990                | Onderdeel van Joegoslavië (gekwalificeerd)                         | Onderdeel van Joegoslavië (gekwalificeerd)                         | Onderdeel van Joegoslavië (gekwalificeerd)                         | Onderdeel van Joegoslavië (gekwalificeerd)                         | Onderdeel van Joegoslavië (gekwalificeerd)                         | Onderdeel van Joegoslavië (gekwalificeerd)                         | Onderdeel van Joegoslavië (gekwalificeerd)                         | Onderdeel van Joegoslavië (gekwalificeerd)                         |
| 1993                | Onderdeel van Joegoslavië (gekwalificeerd, maar later uitgesloten) | Onderdeel van Joegoslavië (gekwalificeerd, maar later uitgesloten) | Onderdeel van Joegoslavië (gekwalificeerd, maar later uitgesloten) | Onderdeel van Joegoslavië (gekwalificeerd, maar later uitgesloten) | Onderdeel van Joegoslavië (gekwalificeerd, maar later uitgesloten) | Onderdeel van Joegoslavië (gekwalificeerd, maar later uitgesloten) | Onderdeel van Joegoslavië (gekwalificeerd, maar later uitgesloten) | Onderdeel van Joegoslavië (gekwalificeerd, maar later uitgesloten) |
| 1995                | Uitgesloten van deelname aan de kwalificatie                       | Uitgesloten van deelname aan de kwalificatie                       | Uitgesloten van deelname aan de kwalificatie                       | Uitgesloten van deelname aan de kwalificatie                       | Uitgesloten van deelname aan de kwalificatie                       | Uitgesloten van deelname aan de kwalificatie                       | Uitgesloten van deelname aan de kwalificatie                       | Uitgesloten van deelname aan de kwalificatie                       |
| 1997                | Niet gekwalificeerd                                                | Niet gekwalificeerd                                                | Niet gekwalificeerd                                                | Niet gekwalificeerd                                                | Niet gekwalificeerd                                                | Niet gekwalificeerd                                                | Niet gekwalificeerd                                                | Niet gekwalificeerd                                                |
| 1999                | Niet gekwalificeerd                                                | Niet gekwalificeerd                                                | Niet gekwalificeerd                                                | Niet gekwalificeerd                                                | Niet gekwalificeerd                                                | Niet gekwalificeerd                                                | Niet gekwalificeerd                                                | Niet gekwalificeerd                                                |
| 2001                | 3de                                                                | 9                                                                  | 6                                                                  | 1                                                                  | 2                                                                  | 313                                                                | 236                                                                | +77                                                                |
| 2003                | 6de                                                                | 9                                                                  | 6                                                                  | 1                                                                  | 2                                                                  | 297                                                                | 241                                                                | +56                                                                |
| 2005                | Niet gekwalificeerd                                                | Niet gekwalificeerd                                                | Niet gekwalificeerd                                                | Niet gekwalificeerd                                                | Niet gekwalificeerd                                                | Niet gekwalificeerd                                                | Niet gekwalificeerd                                                | Niet gekwalificeerd                                                |
| 2007                | Niet gekwalificeerd                                                | Niet gekwalificeerd                                                | Niet gekwalificeerd                                                | Niet gekwalificeerd                                                | Niet gekwalificeerd                                                | Niet gekwalificeerd                                                | Niet gekwalificeerd                                                | Niet gekwalificeerd                                                |
| 2009                | Niet gekwalificeerd                                                | Niet gekwalificeerd                                                | Niet gekwalificeerd                                                | Niet gekwalificeerd                                                | Niet gekwalificeerd                                                | Niet gekwalificeerd                                                | Niet gekwalificeerd                                                | Niet gekwalificeerd                                                |
| 2011                | Niet gekwalificeerd                                                | Niet gekwalificeerd                                                | Niet gekwalificeerd                                                | Niet gekwalificeerd                                                | Niet gekwalificeerd                                                | Niet gekwalificeerd                                                | Niet gekwalificeerd                                                | Niet gekwalificeerd                                                |
| 2013                | 2de                                                                | 9                                                                  | 7                                                                  | 0                                                                  | 2                                                                  | 240                                                                | 197                                                                | +43                                                                |
| 2015                | 15de                                                               | 6                                                                  | 2                                                                  | 1                                                                  | 3                                                                  | 164                                                                | 168                                                                | –4                                                                 |
| 2017                | 9de                                                                | 6                                                                  | 3                                                                  | 2                                                                  | 1                                                                  | 188                                                                | 152                                                                | +36                                                                |
| 2019                | 6de                                                                | 9                                                                  | 5                                                                  | 1                                                                  | 3                                                                  | 272                                                                | 258                                                                | +14                                                                |
| 2021                | 12de                                                               | 6                                                                  | 4                                                                  | 0                                                                  | 2                                                                  | 167                                                                | 143                                                                | +23                                                                |
| Totaal              | 7/14                                                               | 53                                                                 | 32                                                                 | 6                                                                  | 16                                                                 | 1.602                                                              | 1.395                                                              | +206                                                               |

 Kampioen   Runner-up   Derde plaats   Vierde plaats

### Europees kampioenschap
| Europees kampioenschap | Europees kampioenschap                    | Europees kampioenschap                    | Europees kampioenschap                    | Europees kampioenschap                    | Europees kampioenschap                    | Europees kampioenschap                    | Europees kampioenschap                    | Europees kampioenschap                    | Europees kampioenschap                    |
| Jaar (teams)           | Resultaat                                 | Wed                                       | W                                         | G                                         | V                                         | DV                                        | DT                                        | DS                                        | Kwal                                      |
| ---------------------- | ----------------------------------------- | ----------------------------------------- | ----------------------------------------- | ----------------------------------------- | ----------------------------------------- | ----------------------------------------- | ----------------------------------------- | ----------------------------------------- | ----------------------------------------- |
| 1994 (12)              | Uitgesloten van deelname aan kwalificatie | Uitgesloten van deelname aan kwalificatie | Uitgesloten van deelname aan kwalificatie | Uitgesloten van deelname aan kwalificatie | Uitgesloten van deelname aan kwalificatie | Uitgesloten van deelname aan kwalificatie | Uitgesloten van deelname aan kwalificatie | Uitgesloten van deelname aan kwalificatie | Uitgesloten van deelname aan kwalificatie |
| 1996 (12)              | Niet gekwalificeerd                       | Niet gekwalificeerd                       | Niet gekwalificeerd                       | Niet gekwalificeerd                       | Niet gekwalificeerd                       | Niet gekwalificeerd                       | Niet gekwalificeerd                       | Niet gekwalificeerd                       | Niet gekwalificeerd                       |
| 1998 (12)              | Niet gekwalificeerd                       | Niet gekwalificeerd                       | Niet gekwalificeerd                       | Niet gekwalificeerd                       | Niet gekwalificeerd                       | Niet gekwalificeerd                       | Niet gekwalificeerd                       | Niet gekwalificeerd                       | Niet gekwalificeerd                       |
| 2000 (12)              | 7de                                       | 6                                         | 3                                         | 1                                         | 2                                         | 178                                       | 176                                       | +2                                        | (Kwal.)                                   |
| 2002 (16)              | 6de                                       | 7                                         | 4                                         | 0                                         | 3                                         | 223                                       | 200                                       | +23                                       | (Kwal.)                                   |
| 2004 (16)              | 12de                                      | 6                                         | 1                                         | 0                                         | 5                                         | 165                                       | 200                                       | –35                                       | (Kwal.)                                   |
| 2006 (16)              | 14de                                      | 3                                         | 0                                         | 0                                         | 3                                         | 77                                        | 93                                        | –16                                       | (Kwal.)                                   |
| 2008 (16)              | 13de                                      | 3                                         | 0                                         | 0                                         | 3                                         | 87                                        | 93                                        | –6                                        | (Kwal.)                                   |
| 2010 (16)              | 14de                                      | 3                                         | 0                                         | 0                                         | 3                                         | 71                                        | 91                                        | –20                                       | (Kwal.)                                   |
| 2012 (16)              | 4de                                       | 8                                         | 4                                         | 1                                         | 3                                         | 213                                       | 209                                       | +4                                        | (Gastland)                                |
| 2014 (16)              | 15de                                      | 3                                         | 0                                         | 0                                         | 3                                         | 56                                        | 72                                        | –16                                       | (Kwal.)                                   |
| 2016 (16)              | 9de                                       | 6                                         | 2                                         | 1                                         | 3                                         | 158                                       | 176                                       | –18                                       | (Kwal.)                                   |
| 2018 (16)              | 11de                                      | 6                                         | 2                                         | 0                                         | 4                                         | 164                                       | 168                                       | −4                                        | (Kwal.)                                   |
| 2020 (16)              | 13de                                      | 3                                         | 1                                         | 0                                         | 2                                         | 79                                        | 88                                        | −9                                        | (Kwal.)                                   |
| 2022 (16)              | 15de                                      | 3                                         | 0                                         | 0                                         | 3                                         | 66                                        | 88                                        | −22                                       | (Gastland)                                |
| Totaal                 | 12/15                                     | 57                                        | 17                                        | 3                                         | 37                                        | 1.537                                     | 1.653                                     | –116                                      |                                           |

 Kampioen   Runner-up   Derde plaats   Vierde plaats

### Middellandse Zeespelen
De Middellandse Zeespelen is een sportevenement voor landen die een kust hebben aan de Middellandse Zee, en voor enkele andere landen die in de buurt van de zee liggen.
| Middellandse Zeespelen | Middellandse Zeespelen             | Middellandse Zeespelen             | Middellandse Zeespelen             | Middellandse Zeespelen             | Middellandse Zeespelen             | Middellandse Zeespelen             | Middellandse Zeespelen             | Middellandse Zeespelen             |
| Jaar                   | Resultaat                          | Wed                                | W                                  | G                                  | V                                  | DV                                 | DT                                 | DS                                 |
| ---------------------- | ---------------------------------- | ---------------------------------- | ---------------------------------- | ---------------------------------- | ---------------------------------- | ---------------------------------- | ---------------------------------- | ---------------------------------- |
| 1979                   | Onderdeel van Joegoslavië          | Onderdeel van Joegoslavië          | Onderdeel van Joegoslavië          | Onderdeel van Joegoslavië          | Onderdeel van Joegoslavië          | Onderdeel van Joegoslavië          | Onderdeel van Joegoslavië          | Onderdeel van Joegoslavië          |
| 1983                   | Onderdeel van Joegoslavië          | Onderdeel van Joegoslavië          | Onderdeel van Joegoslavië          | Onderdeel van Joegoslavië          | Onderdeel van Joegoslavië          | Onderdeel van Joegoslavië          | Onderdeel van Joegoslavië          | Onderdeel van Joegoslavië          |
| 1987                   | Onderdeel van Joegoslavië          | Onderdeel van Joegoslavië          | Onderdeel van Joegoslavië          | Onderdeel van Joegoslavië          | Onderdeel van Joegoslavië          | Onderdeel van Joegoslavië          | Onderdeel van Joegoslavië          | Onderdeel van Joegoslavië          |
| 1991                   | Onderdeel van Joegoslavië          | Onderdeel van Joegoslavië          | Onderdeel van Joegoslavië          | Onderdeel van Joegoslavië          | Onderdeel van Joegoslavië          | Onderdeel van Joegoslavië          | Onderdeel van Joegoslavië          | Onderdeel van Joegoslavië          |
| 1993                   | Onderdeel van Joegoslavië          | Onderdeel van Joegoslavië          | Onderdeel van Joegoslavië          | Onderdeel van Joegoslavië          | Onderdeel van Joegoslavië          | Onderdeel van Joegoslavië          | Onderdeel van Joegoslavië          | Onderdeel van Joegoslavië          |
| 1997                   | Onderdeel van Joegoslavië          | Onderdeel van Joegoslavië          | Onderdeel van Joegoslavië          | Onderdeel van Joegoslavië          | Onderdeel van Joegoslavië          | Onderdeel van Joegoslavië          | Onderdeel van Joegoslavië          | Onderdeel van Joegoslavië          |
| 2001                   | Onderdeel van Joegoslavië          | Onderdeel van Joegoslavië          | Onderdeel van Joegoslavië          | Onderdeel van Joegoslavië          | Onderdeel van Joegoslavië          | Onderdeel van Joegoslavië          | Onderdeel van Joegoslavië          | Onderdeel van Joegoslavië          |
| 2005                   | Onderdeel van Servië en Montenegro | Onderdeel van Servië en Montenegro | Onderdeel van Servië en Montenegro | Onderdeel van Servië en Montenegro | Onderdeel van Servië en Montenegro | Onderdeel van Servië en Montenegro | Onderdeel van Servië en Montenegro | Onderdeel van Servië en Montenegro |
| 2009                   | 5de                                |                                    |                                    |                                    |                                    |                                    |                                    |                                    |
| 2013                   | 1ste                               |                                    |                                    |                                    |                                    |                                    |                                    |                                    |
| 2018                   | 8ste                               |                                    |                                    |                                    |                                    |                                    |                                    |                                    |
| Totaal                 | 3/3                                |                                    |                                    |                                    |                                    |                                    |                                    |                                    |

 Kampioenen   Runners-up   Derde plaats   Vierde plaats

### Overige toernooien
- Møbelringen Cup 2010: 3de plaats
- Carpathian Trophy 2000: 3de plaats
- Carpathian Trophy 2001: 3de plaats
- Carpathian Trophy 2004: 2de plaats
- Carpathian Trophy 2011: 2de plaats
- Carpathian Trophy 2018: 4de plaats

## Team

### Belangrijke speelsters
Verschillende Servische speelsters zijn individueel onderscheiden op internationale toernooien, ofwel als "meest waardevolle speelster", topscoorder of als lid van het All-Star Team.
IHF wereldhandbalspeler van het jaar
- Andrea Lekić, 2013

All-Star Team
- Sanja Damnjanović (linkeropbouw), Europees kampioenschap 2012, wereldkampioenschap 2013
- Andrea Lekić (middenopbouw), Europees kampioenschap 2012
- Dragana Cvijić (cirkelloper), wereldkampioenschap 2013

Topscoorders
- Katarina Krpež Slezak, Europees kampioenschap 2018 (50 goals)